# Royal (Nebraska)
Pour les articles homonymes, voir Royal.
Royal est un village du comté d'Antelope, dans l'État du Nebraska, aux États-Unis. En 2020, il comptait une population de 58 habitants.